# Rao Kosaraju
Sambasiva Rao Kosaraju, souvent abrégé en S. Rao Kosaraju ou simplement Rao Kosaraju, est un informaticien américain, travaillant dans la conception et l’analyse d'algorithmes séquentiels et parallèles. L'algorithme de Kosaraju de calcul des composantes fortement connexes d'une graphe orienté est nommé d'après lui. 
Rao Kosaraju est professeur d'informatique à l'université Johns-Hopkins, titulaire de la chaire Edward J. Schaefer Professor in Engineering et directeur de la division pour « Computing & Communication Foundations » (Fondements de l'informatique et de la communication) à la National Science Foundation à partir de janvier 2014,. Son nombre d'Erdös est 2.

## Carrière professionnelle
S. Rao Kosaraju est né en Inde. Il obtient un baccalauréat en ingénierie à l'Université d'Andhra (en) en 1964, et une maîtrise à l'IIT Kharagpur en 1968. Il obtient ensuite un Ph. D. à l'Université de Pennsylvanie en 1969 sous la direction de Hisao Yamada avec une thèse intitulée « Computations on Iterative Automata ». Il est professeur à l'université Johns-Hopkins depuis 1969.

## Travaux
En 1978, Kosaraju décrit, dans un article non publié, l'algorithme de Kosaraju.
Kosaraju a publié de nombreux articles sur l'algorithmique, notamment pour la recherche de motifs, les structures de données, les graphes universel, assemblage d'ADN, la dérandomisation et des études sur les réponses du système immunitaire.
Avec Paul Callahan, un de ses étudiants, il publie des articles concernant un problème de géométrie algorithmique appelée well-separated pair decomposition (en). Il a aussi écrit, avec Aravind Joshi et Hisao Yamada, sur les grammaire d'arbres adjoints. Un nombre important d'articles d'algorithmique sont écrits en commun avec Mikhail Atallah (en), un de ses anciens étudiants.

## Prix et distinctions
En 1995 Kosaraju est nommé Fellow de l'Association for Computing Machinery. Il est également fellow de l'IEEE. Une phrase proverbiale ayant cours à l'Université Johns-Hopkins : « At some point, the learning stops and the pain begins. » lui est attribuée[réf. souhaitée].